# Megalagrion mauka
Megalagrion mauka är en trollsländeart som beskrevs av Daigle 1997. Megalagrion mauka ingår i släktet Megalagrion och familjen dammflicksländor. Inga underarter finns listade i Catalogue of Life.